# Elly Hakami
Elly Hakami (25 agosto 1969) è un'ex tennista statunitense.

## Carriera
Si fa notare già a livello giovanile, a tredici anni viene premiata come California Junior Player of the Year e una seconda volta nel 1986, nella stessa stagione conquista il singolare ragazze agli US Open sconfiggendo in finale la connazionale Shaun Stafford per 6-2, 6-1.
La stagione successiva gioca tra le adulte e conquista il suo unico titolo in carriera: al Northern California Open elimina ben quattro teste di serie tra cui la favorita del seeding Melissa Gurney in finale per 6–3, 6–4. Agli US Open 1987 vince il suo primo incontro in uno Slam sconfiggendo Halle Cioffi all'esordio e si ripete al turno successivo su Mercedes Paz per poi arrendersi al terzo match contro Gabriela Sabatini.
Nel 1988 ottiene la sua migliore classifica, avanza fino alla 32ª posizione in singolare e alla 68ª nel doppio, la stagione successiva è costretta a stare ferma un anno per infortunio alla schiena da cui non si è ripresa pienamente non riuscendo a tornare ai livelli mostrati in precedenza.

## Statistiche

### Singolare

#### Vittorie (1)
| Numero | Anno | Torneo                          | Superficie | Avversaria in finale | Punteggio |
| 1.     | 1987 | Northern California Open, Aptos | Cemento    | Melissa Gurney       | 6–3, 6–4  |